# Zoo Leipzig

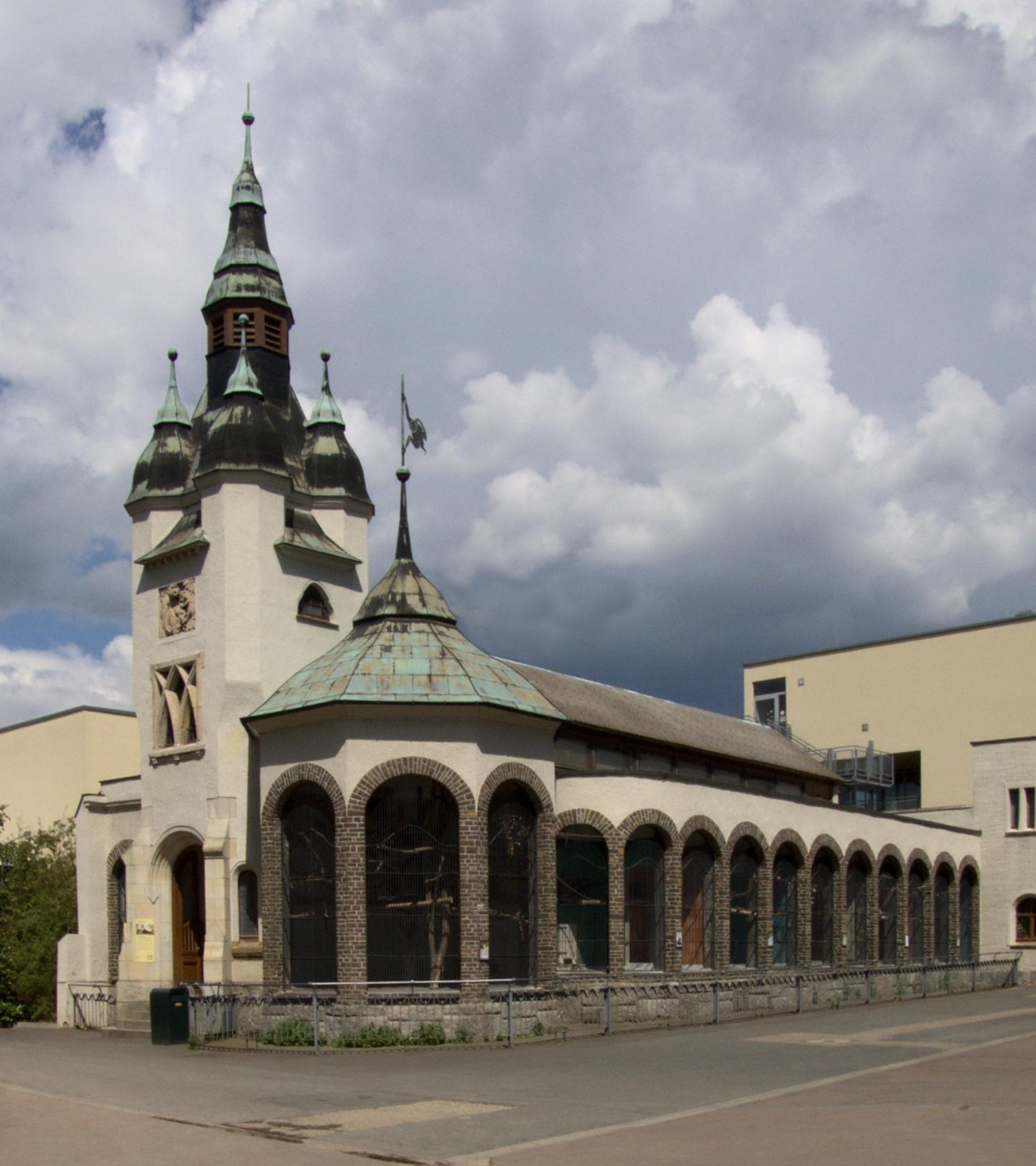
Byggnad för primater.

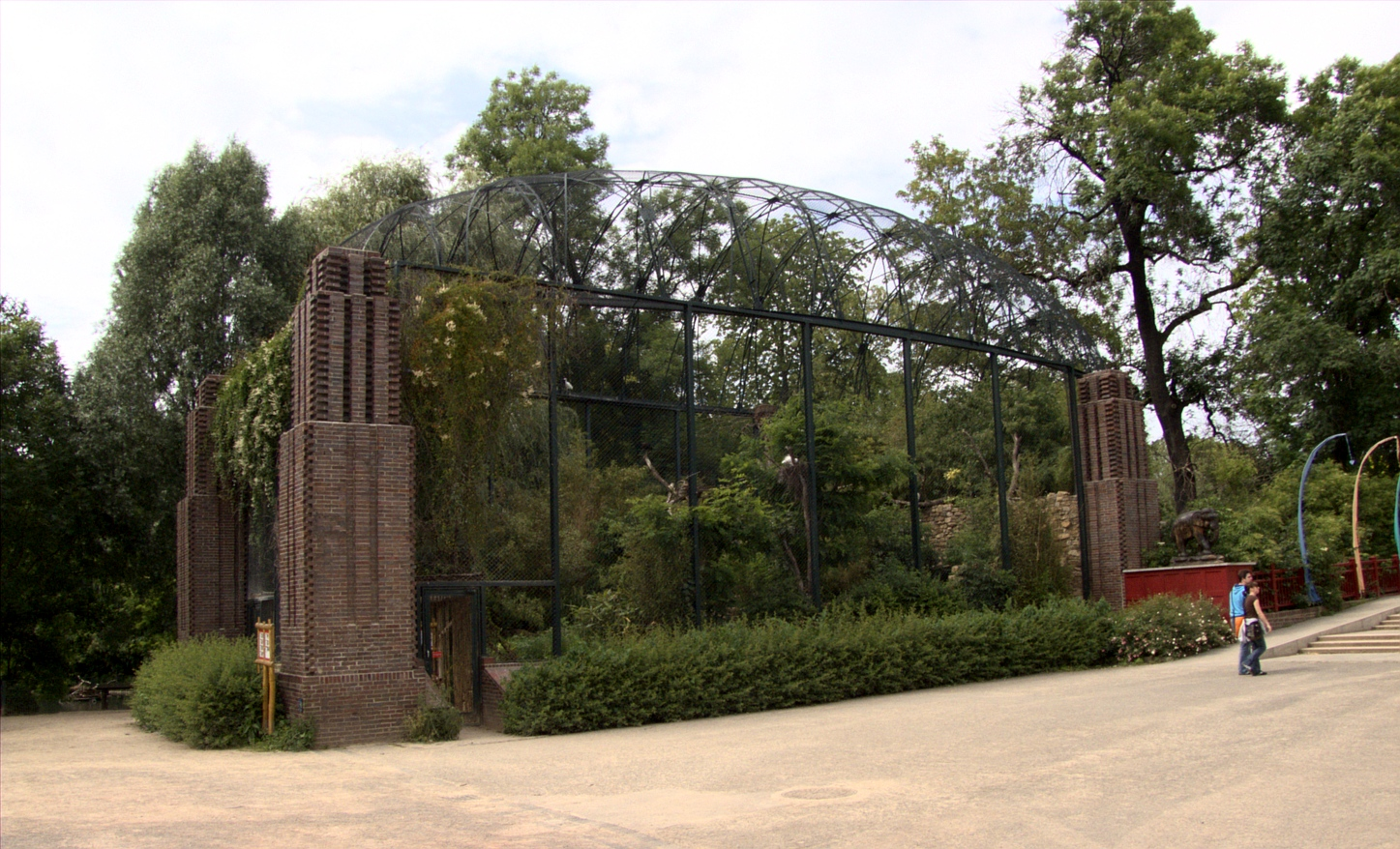
Bur för olika fåglar.

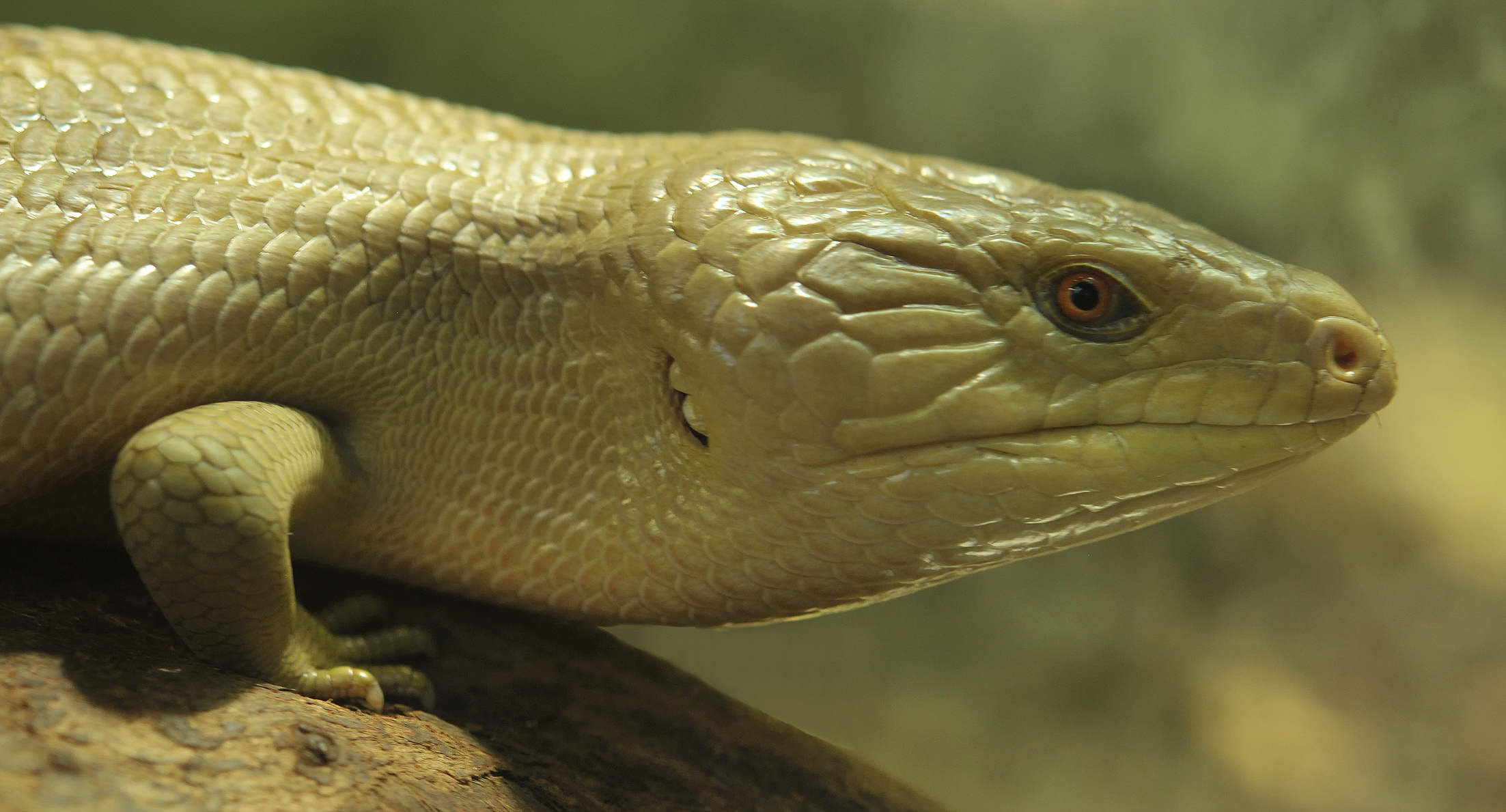
Tiliqua scincoides.

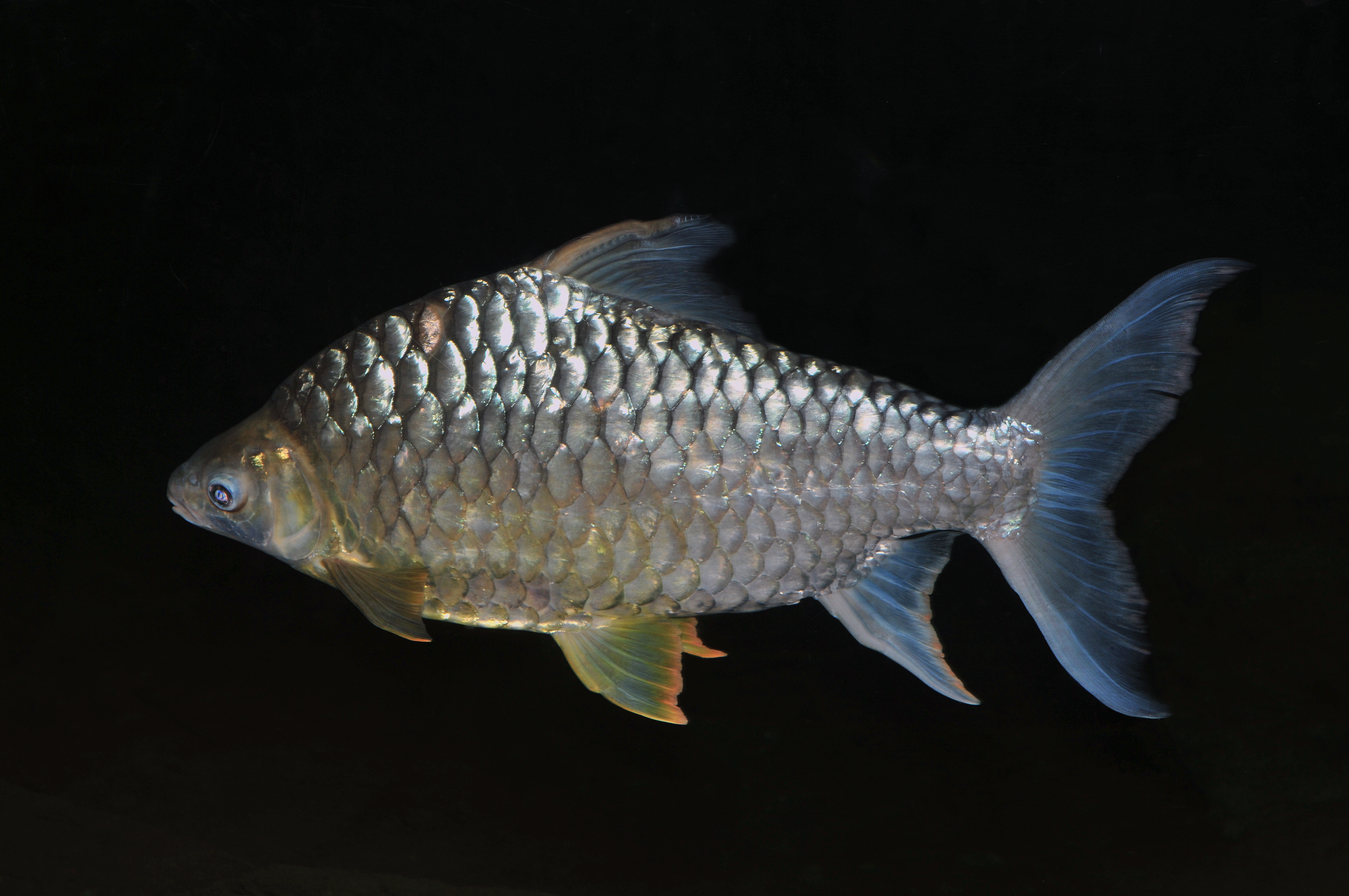
Hypsibarbus pierrei.

Zoo Leipzig är en 26 hektar stor djurpark vid nordvästra kanten av staden Leipzigs centrum i Tyskland.
Djurparken inrättades den 9 juni 1878 av krögaren Ernst Pinkert. Pinkert var god vän med djurhandlaren Carl Hagenbeck och fick på så sätt några exotiska djur. Till exempel var han den förste som visade en orangutang i Tyskland. I början av 1899 blev företaget ett aktiebolag. Under den följande tiden byggdes hus för rovdjur och primater samt ett akvarium och ett terrarium.
Efter första världskriget övertog staden Leipzig det ödelagda området. För att öka inkomsterna uthyrdes till exempel djurparkens djur till olika filminspelningar. Även under andra världskriget blev djurparken stängd men den öppnades åter den 6 maj 1945.
En av djurparkens största meriter är födelsen av 342 sibiriska tigrar i loppet av 50 år. Därför blev Zoo Leipzig ansvarig för den internationella avelsboken för tigrar.

## Anläggningar (urval)

### Pongoland
Pongoland öppnades 2001 som den största anläggningen för människoapor i världen. Den är 30 000 m² stor och inkluderar ett 3 250 m² stort varmt hus. Här lever gorillor, orangutanger, bonoboer, schimpanser och gibboner.

### ElefanthusetGanesha Mandir
Anläggningen inrättades 1926 och efter en större renovering 2006 blev den cirka 7000 m² stor. Bredvid elefanter finns även flodhästar, tapirer och hjortsvin i byggnaden. Sedan 2008 visar Zoo Leipzig som enda djurpark i Europa en kinesisk myrkott (Manis pentadactyla).

### Akvarium
Byggnaden är uppförd i jugendstil och öppnades 1910. Den är uppdelad i flera avsnitt med djur från centraleuropeiska vattendrag, Nordsjön, Japanska havet, Amazonområdet samt från korallrev.